# 김용호 (기자)
김용호(金容浩, 1976년 9월 11일~2023년 10월 12일)는 대한민국의 기자, 유튜버이다. 경기도 수원시 출생이며, 성균관대학교를 졸업하고 뉴시스와 스포츠월드 기자로 활동하였다. 강용석, 김세의와 함께 유튜브 채널 가로세로연구소의 출연진으로 활동하기도 하였다. 2023년 10월 12일, 투신 자살하였다.

## 논란
가로세로연구소 및 개인 채널 '김용호의 연예부장'에서 활동하던 중인 2021년 8월 27일 유튜버 활동 중단을 선언했다. 그리고 2021년 9월 7일, 조국 법무부 장관에 대한 명예 훼손의 죄로 경찰 30명이 김용호가 거주하던 자택의 문을 부수고 들어와 김용호를 체포하였다.